# Veronica ramosissima
Veronica ramosissima är en grobladsväxtart som beskrevs av A. Boriss.. Veronica ramosissima ingår i släktet veronikor, och familjen grobladsväxter. Inga underarter finns listade i Catalogue of Life.